# Forde (galerie d'art)
Pour les articles homonymes, voir Forde (homonymie).
Forde est un espace d’art contemporain fondé à Genève en septembre 1994 par trois artistes au sein de L'Usine: Alexandre Bianchini, Fabrice Gygi & Nicolas Rieben. Le lieu a pour vocation de présenter des expositions en dehors de toute contrainte institutionnelle ou commerciale. Recevant une subvention du département municipal des affaires culturelles de la Ville de Genève, le comité de Forde nomme tous les deux ans un ou plusieurs commissaires à qui est confiée la gestion complète de la programmation, de l’administration et de l’entretien du lieu. Le comité est constitué d'artistes et de précédents responsables du lieu et n'a aucun droit d'intervenir sur la teneur des expositions ou événements organisées. 

## Commissaires d'exposition
- 2022 - 2024 : Varun Kumar, Tristan Lavoyer, Gina Proenza
- 2016 - 2018 : Nicolas Brulhart & Sylvain Menétrey
- 2014 – 2016 : Maud Constantin, Tatiana Rihs, Ramaya Tegegne
- 2012 – 2014 : Elena Montesinos & Nicolas Wagnières
- 2010 – 2012 : Tiphanie Blanc, Vincent Normand & Guillaume Pilet
- 2008 – 2010 : Madeleine Amsler & Véronique Yersin
- 2006 – 2008 : Aurélien Gamboni & Kim Seop Boninsegni
- 2004 – 2006 : Julien Fronsacq
- 2002 – 2004 : Donatella Bernardi, Cicero Egli & Daniel Ruggiero
- 2001 – 2002 : Dominic Chennell
- 1999 – 2000 : Mai-Thu Perret & Fabrice Stroun
- 1998 – 1999 : KLAT
- 1995 – 1997 : Lionel Bovier, Christophe Chérix & Emmanuel Grandjean
- 1994 – 1995 : Alexandre Bianchini, Fabrice Gygi & Nicolas Rieben